# Tajmas Szafikow
Tajmas Szafikowicz Szafikow (ros. Таймас Шафикович Шафиков, ur. 19 lutego 1899 we wsi Kujsarino w guberni orenburskiej, zm. 1947) – przewodniczący Centralnego Komitetu Wykonawczego (CIK) Baszkirskiej ASRR (1929-1931).
Od lutego do czerwca 1919 żołnierz armii adm. Kołczaka, a od września 1919 do kwietnia 1922 Armii Czerwonej, członek RKP(b), 1922-1924 przewodniczący rady wiejskiej. 1924-1926 przewodniczący komitetu wykonawczego rady gminnej, 1926-1928 przewodniczący argajaszkiego kantonowego oddziału administracyjnego. 1928-1929 słuchacz kursów pracowników partyjnych przy KC WKP(b), od marca 1929 do 13 lutego 1931 przewodniczący CIK Baszkirskiej ASRR, 1931-1933 studiował na Wydziale Hodowli Akademii Rolnictwa Socjalistycznego, 1933-1937 był szefem Wydziału Politycznego Stanicy Maszynowo-Traktorowej w Baszkirskiej ASRR.
We wrześniu 1937 aresztowany, 1939 zwolniony, po zwolnieniu pracował jako agronom, zastępca dyrektora i dyrektor stanicy maszynowo-traktorowej.